# Shen Yiqin

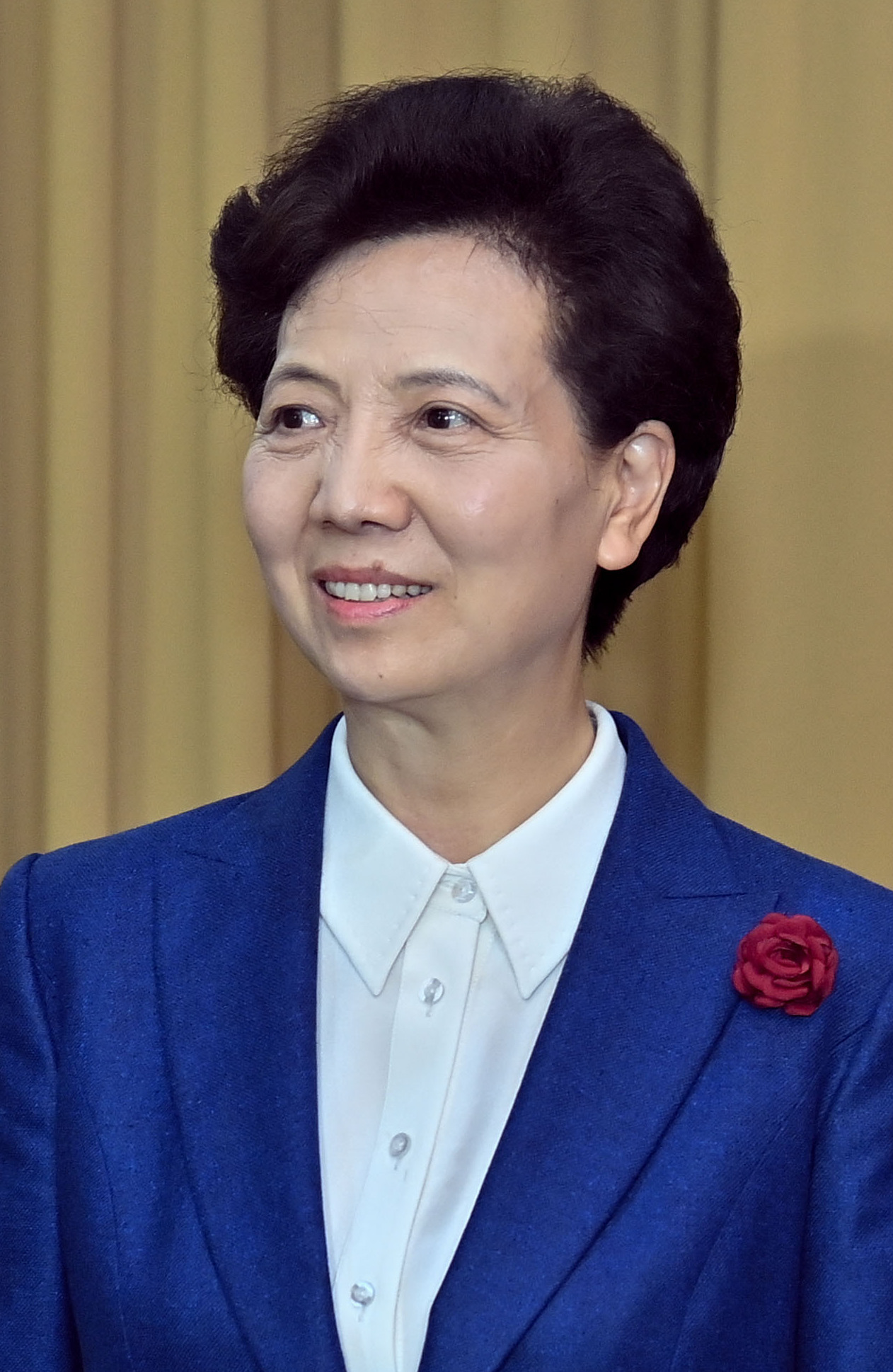
Shen Yiqin

Shen Yiqin (chinesisch: 谌 贻 琴; pinyin: Shèn Yìqín; * Dezember 1959 in Zhijin, Provinz Guizhou) ist eine chinesische Politikerin, die der ethnischen Minderheit der Bai angehört und seit März 2023 als Staatsrätin im Staatsrat amtiert. Davor war sie Parteichefin der Kommunistischen Partei von Guizhou, einer Provinz im Südwesten Chinas, und davor Gouverneurin. Sie war damit die erste Gouverneurin dieser Provinz.

## Leben
Shen wurde im Kreis Zhijin in Guizhou geboren. Shen gehörte zu einer Gruppe aufs Land geschickter Jugendlicher in den letzten Jahren der Kulturrevolution. Nach dem Ende der Kulturrevolution begann sie an der Guizhou-Universität, Geschichte zu studieren. Nach ihrem Abschluss wurde sie Dozentin an die Parteischule der Provinz Guizhou. Dort wurde sie später Personalleiterin. 1998 wurde sie Vizepräsidentin der Guizhou-Parteischule und 1999 stellvertretende Vorsitzende der Akademie für Sozialwissenschaften.
Im Dezember 2001 wurde Shen stellvertretende Parteichefin des Bezirks Qiannan der Bouyei und Miao, dann stellvertretender Parteichef und Oberkommissar (Bürgermeister) von Tongren. Im April 2007 wurde Shen Mitglied des Ständigen Ausschusses der Provinzpartei von Guizhou und Leiter der Propagandaabteilung. Im Mai 2012 wurde sie zum stellvertretenden Gouverneur von Guizhou ernannt. Im April 2015 wurde sie stellvertretende Parteisekretärin von Guizhou und Sekretärin der Kommission für Politik und Recht von Guizhou. Sie gehört damit zu den wenigen weiblichen Führungskadern in der Kommunistischen Partei Chinas.
Im September 2017 wurde Shen zum amtierenden Gouverneur von Guizhou ernannt. Shen Yiqin ist die erste Gouverneurin von Guizhou, der erste Gouverneur, der der ethnischen Gruppe der Bai angehört, sowie der erste Gouverneur seit 1993, der in der Provinz geboren wurde.
Shen ist ein stellvertretendes Mitglied des 17. und 18. Zentralkomitees der Kommunistischen Partei Chinas und ein Vollmitglied des 19. Zentralkomitees.
Im März 2023 wurde Shen als Staatsratskommisarin in den Staatsrat der Volksrepublik China ernannt und steht hier hierarchisch über den Ministern, aber noch unter den Vize-Premiers. Sie ist damit die einzige Frau mit einer höheren Position im Staatsrat,  während die höchsten Ämter allein mit Männern besetzt wurden.